# Leichtathletik-Europameisterschaften 1971/400 m der Frauen

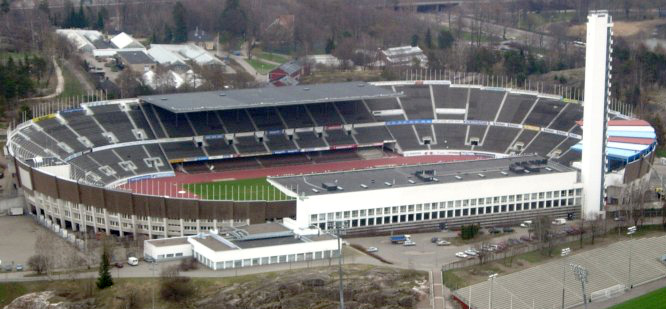
Das Olympiastadion von Helsinki im Jahr 2005

Der 400-Meter-Lauf der Frauen bei den Leichtathletik-Europameisterschaften 1971 wurde vom 10. bis 12. August 1971 im Olympiastadion von Helsinki ausgetragen.
Mit Gold und Bronze errangen die Läuferinnen aus der DDR in diesem Wettbewerb zwei Medaillen. Europameisterin wurde Helga Seidler, früher bekannt unter ihrem Namen Helga Fischer. Den zweiten Platz belegte die bundesdeutsche Athletin Inge Bödding, vormals Inge Eckhoff. Bronze ging an Ingelore Lohse.

## Rekorde
Vorbemerkung:

In diesen Jahren gab es bei den Bestleistungen und Rekorden eine Zweiteilung. Es wurden nebeneinander handgestoppte und elektronisch ermittelte Leistungen geführt. Die offizielle Angabe der Zeiten erfolgte in der Regel noch in Zehntelsekunden, die bei Vorhandensein elektronischer Messung gerundet wurden. Wegen des Wegfalls der Reaktionszeit des Zeitnehmers bei elektronischer Zeitnahme stand in der Diskussion, einen sogenannten Vorschaltwert einzuführen, um die handgestoppten Leistungen nicht automatisch besser zu stellen. Doch es blieb dann bei der korrekten Angabe dieser Zeiten, die später auch offiziell mit Hundertstelsekunden nach dem Komma geführt wurden.

### Offizielle Rekorde – Angabe in Zehntelsekunden

#### Bestehende Rekorde
| Weltrekord           | 51,0 s | Marilyn Neufville | Edinburgh, Großbritannien | 23. Juli 1970      |
| Europarekord         | 51,7 s | Nicole Duclos     | EM Athen, Griechenland    | 18. September 1969 |
| Europarekord         | 51,7 s | Colette Besson    | EM Athen, Griechenland    | 18. September 1969 |
| Meisterschaftsrekord | 51,7 s | Nicole Duclos     | EM Athen, Griechenland    | 18. September 1969 |
| Meisterschaftsrekord | 51,7 s | Colette Besson    | EM Athen, Griechenland    | 18. September 1969 |

Der bestehende EM-Rekord wurde bei diesen Europameisterschaften nicht erreicht. Die schnellste Zeit erzielte Europameisterin Helga Seidler aus der DDR mit 52,1 s im Finale am 12. August. Damit blieb sie vier Zehntelsekunden über diesem Rekord. Zum Welt- und Europarekord fehlten ihr 1,1 Sekunden.

#### Rekordverbesserung
Es wurde ein neuer Landesrekord aufgestellt:

52,1 s – Helga Seidler (DDR), Finale am 12. August

### Elektronisch gemessene Rekorde

#### Bestehende Rekorde
| Weltrekord           | 51,02 s | Marilyn Neufville | Edinburgh, Großbritannien | 23. Juli 1970      |
| Europarekord         | 51,77 s | Nicole Duclos     | EM Athen, Griechenland    | 18. September 1969 |
| Meisterschaftsrekord | 51,77 s | Nicole Duclos     | EM Athen, Griechenland    | 18. September 1969 |

Der bestehende EM-Rekord wurde bei diesen Europameisterschaften nicht erreicht. Die schnellste Zeit erzielte Europameisterin Helga Seidler aus der DDR mit 52,14 s im Finale am 12. August. Damit blieb sie 37 Hundertstelsekunden über diesem Rekord. Zum Welt- und Europarekord fehlten ihr 1,12 Sekunden.

#### Rekordverbesserung
Es wurde ein neuer Landesrekord aufgestellt:

52,14 s – Helga Seidler (DDR), Finale am 12. August

## Vorrunde
10. August 1971
Die Vorrunde wurde in vier Läufen durchgeführt. Die ersten vier Athletinnen pro Lauf – hellblau unterlegt – qualifizierten sich für das Halbfinale.

### Vorlauf 1
| Platz | Name              | Nation         | Offizielle Zeit (s) auf Zehntel gerundet | Inoffizielle Zeit (s) exakter Wert |
| 1     | Rita Kühne        | DDR            | 53,2                                     | 53,17                              |
| 2     | Colette Besson    | Frankreich     | 53,2                                     | 53,18                              |
| 3     | Anette Rückes     | BR Deutschland | 53,6                                     | 53,56                              |
| 4     | Karin Lundgren    | Schweden       | 53,8                                     | 53,77                              |
| 5     | Swetla Slatewa    | Bulgarien      | 54,0                                     | 54,03                              |
| 6     | Mariana Suman     | Rumänien       | 54,3                                     | 54,33                              |
| 7     | Bożena Zientarska | Polen          | 55,0                                     | 55,04                              |

### Vorlauf 2
| Platz | Name                  | Nation         | Offizielle Zeit (s) auf Zehntel gerundet | Inoffizielle Zeit (s) exakter Wert |
| 1     | Helga Seidler         | DDR            | 52,7                                     | 52,70                              |
| 2     | Inge Bödding          | BR Deutschland | 53,0                                     | 53,01                              |
| 3     | Natalja Tschistjakowa | Sowjetunion    | 53,2                                     | 53,18                              |
| 4     | Marianne Burggraaf    | Niederlande    | 53,6                                     | 53,57                              |
| 5     | Bernadette Martin     | Frankreich     | 53,7                                     | 53,72                              |
| 6     | Danuta Piecyk         | Polen          | 54,3                                     | 54,30                              |
| 7     | Stefka Jordanowa      | Bulgarien      | 55,1                                     | 55,14                              |

### Vorlauf 3
| Platz | Name                 | Nation         | Offizielle Zeit (s) auf Zehntel gerundet | Inoffizielle Zeit (s) exakter Wert |
| 1     | Marika Eklund        | Finnland       | 54,4                                     | 54,35                              |
| 2     | Christel Frese       | BR Deutschland | 54,4                                     | 54,42                              |
| 3     | Karoline Käfer       | Österreich     | 54,5                                     | 54,48                              |
| 4     | Elisabeth Randerz    | Schweden       | 54,5                                     | 54,50                              |
| 5     | Krystyna Hryniewicka | Polen          | 54,7                                     | 54,67                              |
| 6     | Ljubow Aksenowa      | Sowjetunion    | 54,9                                     | 54,91                              |
| 7     | Josefina Salgado     | Spanien        | 56,3                                     | 56,27                              |

### Vorlauf 4
| Platz | Name                    | Nation         | Offizielle Zeit (s) auf Zehntel gerundet | Inoffizielle Zeit (s) exakter Wert |
| 1     | Ingelore Lohse          | DDR            | 53,3                                     | 53,34                              |
| 2     | Maria Sykora            | Österreich     | 53,5                                     | 53,49                              |
| 3     | Mona-Lisa Strandvall    | Finnland       | 53,7                                     | 53,69                              |
| 4     | Jannette Roscoe         | Großbritannien | 54,0                                     | 53,95                              |
| 5     | Nadeschda Kolesnikowa   | Sowjetunion    | 54,4                                     | 54,35                              |
| 6     | Eva-Charlotte Malmström | Schweden       | 54,7                                     | 54,65                              |
| 7     | Ingunn Einarsdóttir     | Island         | 60,3                                     | 60,33                              |

## Halbfinale
11. August 1971
In den beiden Halbfinalläufen qualifizierten sich die jeweils ersten vier Athletinnen – hellblau unterlegt – für das Finale.

### Lauf 1
| Platz | Name                  | Nation         | Offizielle Zeit (s) auf Zehntel gerundet | Inoffizielle Zeit (s) exakter Wert |
| 1     | Helga Seidler         | DDR            | 52,8                                     | 52,77                              |
| 2     | Colette Besson        | Frankreich     | 52,9                                     | 52,88                              |
| 3     | Marika Eklund         | Finnland       | 53,1                                     | 53,11                              |
| 4     | Natalja Tschistjakowa | Sowjetunion    | 53,2                                     | 53,16                              |
| 5     | Karoline Käfer        | Österreich     | 53,7                                     | 53,70                              |
| 6     | Marianne Burggraaf    | Niederlande    | 53,8                                     | 53,77                              |
| 7     | Karin Lundgren        | Schweden       | 54,0                                     | 53,95                              |
| 8     | Anette Rückes         | BR Deutschland | 54,4                                     | 54,36                              |

### Lauf 2
| Platz | Name                 | Nation         | Offizielle Zeit (s) auf Zehntel gerundet | Inoffizielle Zeit (s) exakter Wert |
| 1     | Ingelore Lohse       | DDR            | 53,0                                     | 52,99                              |
| 2     | Inge Bödding         | BR Deutschland | 53,2                                     | 53,16                              |
| 3     | Maria Sykora         | Österreich     | 53,3                                     | 53,27                              |
| 4     | Rita Kühne           | DDR            | 53,8                                     | 53,75                              |
| 5     | Mona-Lisa Strandvall | Finnland       | 54,0                                     | 54,03                              |
| 6     | Christel Frese       | BR Deutschland | 54,1                                     | 54,11                              |
| 7     | Jannette Roscoe      | Großbritannien | 54,6                                     | 54,59                              |
| 8     | Elisabeth Randerz    | Schweden       | 54,9                                     | 54,88                              |

## Finale

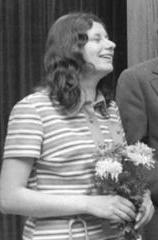
Europameisterin Helga Seidler, frühere Helga Fischer – im Jahr 1972 Olympiasiegerin mit der [[4-mal- 400-Meter-Staffel]] der DDR
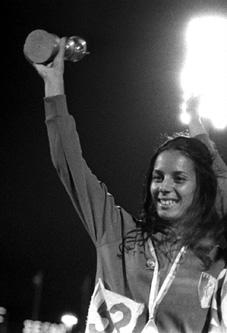
Colette Besson, Olympiasiegerin von 1968 und Vizeeuropameisterin von 1969, hatte nicht mehr die ganz große Form der vergangenen Jahr und wurde Siebte
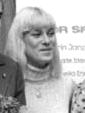
Rita Kühne belegte Rang acht und wurde wie Europameisterin Helga Seidler 1972 Olympiasiegerin mit der 4-mal-400-Meter-Staffel der DDR

12. August 1971, 17:15 Uhr
| Platz | Name                  | Nation         | Offizielle Zeit (s) auf Zehntel gerundet | Inoffizielle Zeit (s) exakter Wert |
| 1     | Helga Seidler         | DDR            | 52,1 DR                                  | 52,14 DR                           |
| 2     | Inge Bödding          | BR Deutschland | 52,9000                                  | 52,90000                           |
| 3     | Ingelore Lohse        | DDR            | 52,9000                                  | 52,91000                           |
| 4     | Maria Sykora          | Österreich     | 53,0000                                  | 53,01000                           |
| 5     | Natalja Tschistjakowa | Sowjetunion    | 53,2000                                  | 53,19000                           |
| 6     | Marika Eklund         | Finnland       | 53,4000                                  | 53,35000                           |
| 7     | Colette Besson        | Frankreich     | 53,7000                                  | 53,70000                           |
| 8     | Rita Kühne            | DDR            | 53,9000                                  | 53,91000                           |